# Outkovka vonná
Outkovka vonná (Trametes suaveolens) je houba z čeledě chorošovité (Polyporaceae) řádu chorošotvaré (Polyporales ). Nejedlé plodnice narůstají na podzim a vydrží většinou přes zimu.

## Synonyma patogena

### Vědecké názvy
Podle biolib.cz je pro patogena s označením outkovka vonná (Trametes suaveolens) používáno více rozdílných názvů, například Agarico-pulpa suaveolens nebo Fomitopsis odoratissima.

## Zeměpisné rozšíření
Mírné pásmo severní polokoule – Severní Amerika, Asie, Evropa.

### Výskyt v Česku

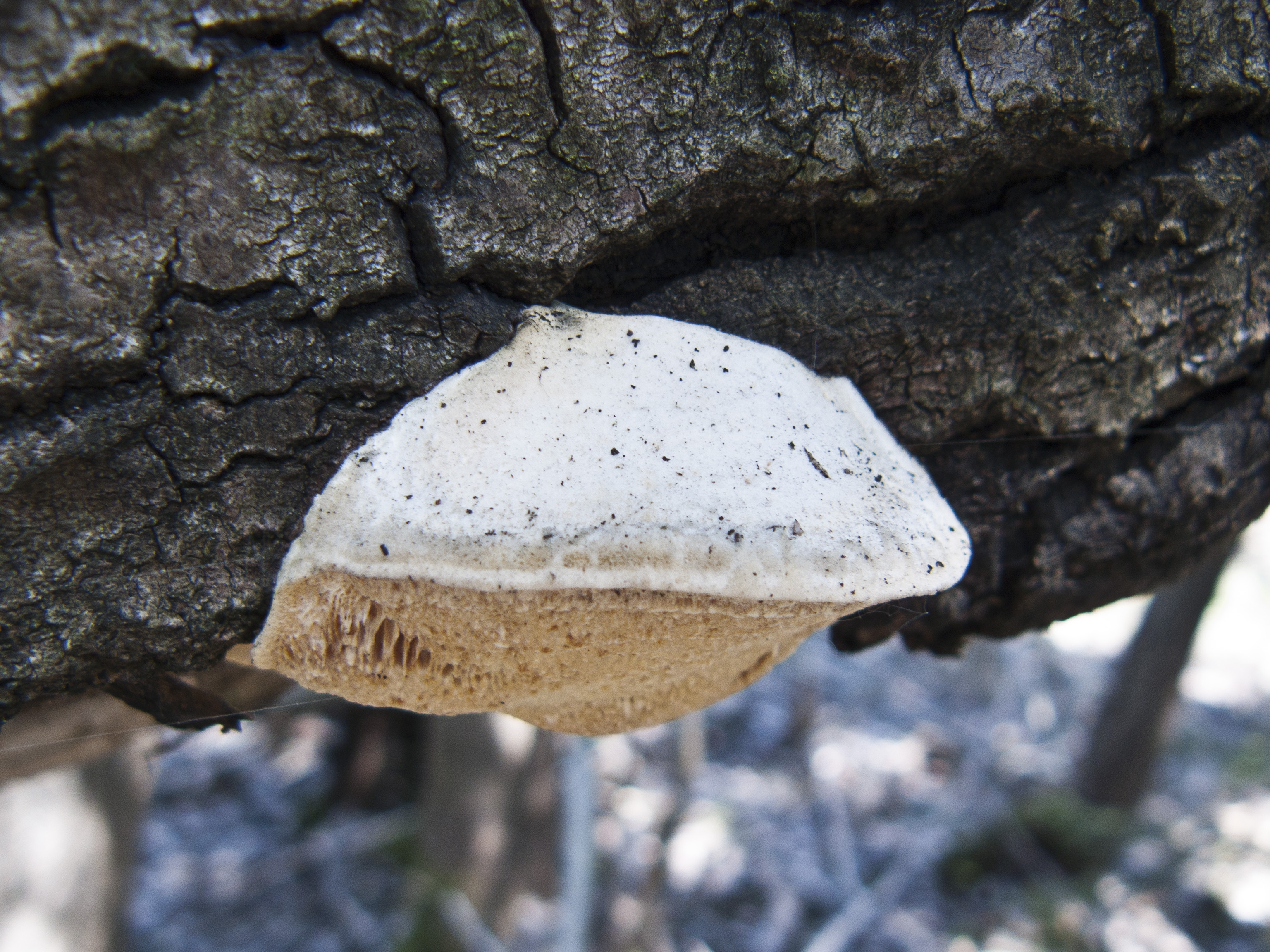

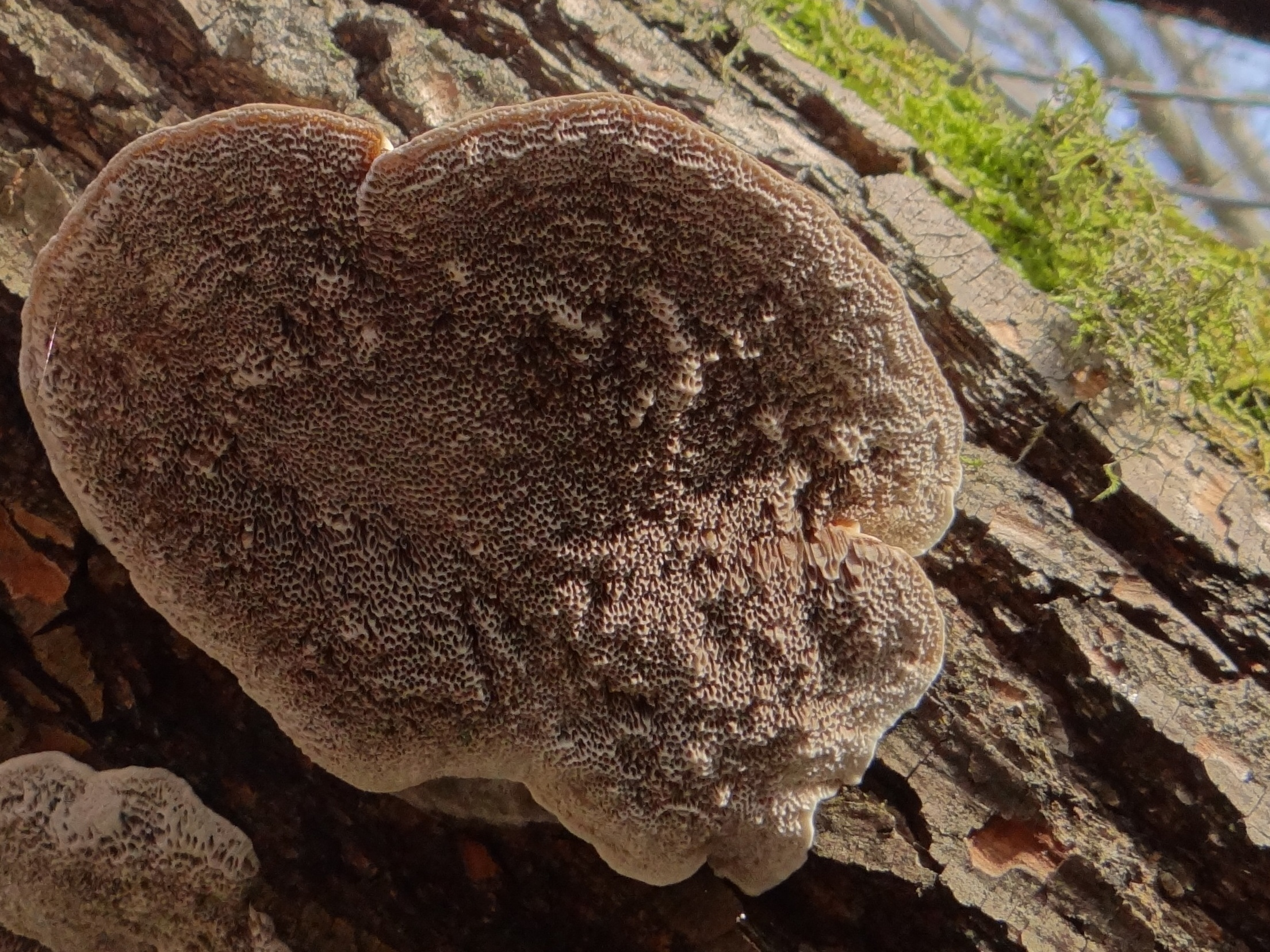

Běžný druh.

## Popis
Organismus tvoří střechovitě uspořádané, slévající se trsy plodnic. Plodnice jednoleté, polokruhovité až konzolovité, kloboukaté. Klobouk 3–15 cm v průměru, 2–4 cm tlustý. Na horní části klobouku je plodnice plstnatá, nerovná nebo někdy rovná. Klobouky bývají bílé až mírně našedlé. Rourky dosahují délky až 2 cm, barvy bílé až nažloutlé. Výtrusný prach bílý. Dužnina má výraznou anýzovou vůni. V době sucha je cítit po jódu.

## Hostitel
Plodnice lze najít na živých i odumřelých kmenech a větvích vrby někdy na topolech a dalších dřevinách.

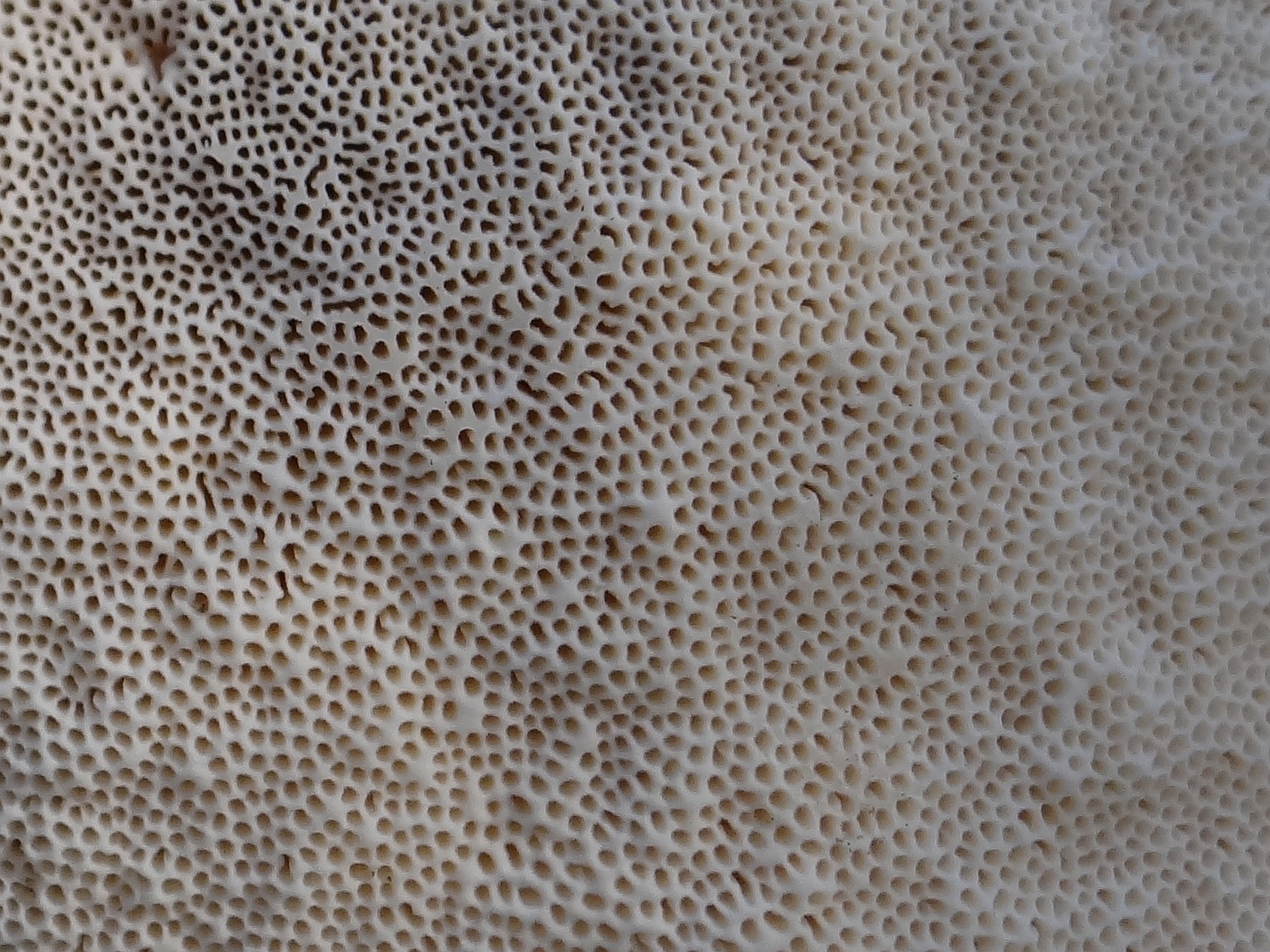

## Příznaky
Plodnice na kmeni nebo větvích.

### Možnost záměny
Jiné druhy tohoto rodu.

## Význam
Způsobuje však bílou hnilobu dřeva. Rozkládá mrtvé tkáně stromů, je ale také ranovým parazitem na živých stromech.

## Ekologie
Vyrůstá v červenci až prosinci v lužních lesích, mokřadech a kolem vodních toků na živých i odumřelých kmenech listnáčů. Upřednostňuje vrby, méně často roste na topolech a jiných dřevinách.